# Kamikawa
Kamikawa (神河町?) è una cittadina giapponese della prefettura di Hyōgo.